# Ice Hockey UK
 Ice Hockey UK kontrollerar den organiserade ishockeyn i Storbritannien och skapades för att ersätta gamla British Ice Hockey Association. Storbritannien inträdde den 19 november 1908 i IIHF.

### Fotnoter
1. ↑  ”Great Britain”. International Ice Hockey Federation. http://www.iihf.com/iihf-home/countries/great-britain.html. Läst 9 april 2012.